# بنفیت کازمتیکس
بنفیت کازمتیکس (انگلیسی: Benefit Cosmetics) شرکت لوازم آرایشی فرانسوی است، که در سال ۱۹۷۶ تأسیس شد.